# Carausius virgo
Carausius virgo är en insektsart som beskrevs av Brunner von Wattenwyl 1907. Carausius virgo ingår i släktet Carausius och familjen Phasmatidae. Inga underarter finns listade.